# Orlando B. Willcox
Orlando Bolivar Willcox (Detroit, 16 april 1823 -  Cobourg (Ontario), 1 mei 1907) was een generaal die vocht in de Amerikaanse Burgeroorlog.

## Biografie

### Jonge jaren
Orlando Willcox ging in 1843 naar de United States Military Academy in West Point (New York) en studeerde in 1847 af. Hij ging als tweede luitenant bij het 4e regiment artillerie.
Willcox vocht in de Mexicaans-Amerikaanse Oorlog en in de Seminole-oorlogen. In 1857 nam hij ontslag uit het leger.

### Amerikaanse Burgeroorlog
Toen de Amerikaanse Burgeroorlog uitbrak, werkte Willcox als advocaat te Detroit. Hij nam dienst  als kolonel bij het 1e regiment vrijwillige infanterie van Michigan.
Hij raakte gewond en werd krijgsgevangen genomen in de Eerste Slag bij Bull Run toen hij een brigade leidde in de divisie van generaal-majoor Samuel P. Heintzelman.
Hij werd geruild en president Abraham Lincoln benoemde Willcox op 19 augustus 1862 tot brigadegeneraal. Willcox leidde de 1e divisie van het IX Corps van generaal-majoor Ambrose Burnside in de Slag bij Antietam en de Slag bij Fredericksburg.
Tijdens de New York Draft Riots van 1863 voerde Willcox het bevel over het district van Indiana en Michigan. Hij leidde een divisie in de Slag om Fort Sanders. Hij diende in de Overlandveldtocht onder luitenant-generaal Ulysses S. Grant. Op 12 december 1864 benoemde president Abraham Lincoln hem tot generaal-majoor.
Na het Beleg van Petersburg leidde hij de troepen in Petersburg (Virginia) en nadien diende hij nog in North Carolina.

### Na de oorlog
Willcox keerde terug naar Detroit en om zijn advocatenpraktijk weer op te nemen. Toen het leger in juli 1866 uitbreidde, werd hij kolonel van het 29e infanterieregiment.
Op 26 maart 1867 benoemde president Andrew Johnson Willcox tot brigadegeneraal.
Op 5 april 1867 werd hij generaal-majoor. 
Willcox werd in 1869 overgeplaatst naar het 12e infanterieregiment en diende in San Francisco.
In 1878 kreeg hij het bevel over het Department of Arizona en versloeg hij de Apache.
Op 16 april 1887 ging hij met pensioen. In 1905 verhuisde hij naar Canada.

## Militaire loopbaan
- Cadet United States Military Academy: 1 juli 1843 - 1 juli 1847[4]
- Second Lieutenant, 4th Artillery: 1 juli 1847[4]
- First Lieutenant, 4th Artillery: 30 april 1850[4]
- Ontslag genomen USA: 10 september 1857[4]
- Colonel, 1st Mich. Volunteers: 24 mei 1861[4]
- Brigadier General, U. S. Volunteers: 21 juli 1861[4]
- Brevet Major General, U. S. Volunteers: 1 augustus 1864[4]
- Eervol ontslag uit de Volunteer Service: 15 januari 1866[4]
- Colonel, 29th Infantry: 28 juli 1866[4]
- Brevet Brigadier General, U. S. Army: 2 maart 1867[4]
- Brevet Major General, U. S. Army: 2 maart 1867[4]
- Brigadier General, U. S. Army: 13 oktober 1886[4]
- Gepensioneerd: 16 april 1887[4]